# Maryna Bech-Romantjuk
Maryna Oleksandrivna Bech-Romantjuk (ukrainska: Марина Олександрівна Бех-Романчук), född 18 juli 1995, är en ukrainsk friidrottare som tävlar i längdhopp och tresteg.

## Karriär
Bech-Romantjuk kom femma på Ungdomsvärldsmästerskapen i friidrott 2011, åtta på U20-VM 2012 och trea på U20-EM 2013. Hennes personrekord utomhus är 6,93 meter (Lutsk, Ukraina 2016). Inomhus har hon hoppat 6,96 (Toruń, Polen 2020). Hon vann silver i friidrotts-VM 2019 respektive friidrotts-EM 2018.
I mars 2022 vid inomhus-VM i Belgrad tog Bech-Romantjuk silver i tresteg med ett hopp på 14,74 meter och blev endast besegrad av Yulimar Rojas som hoppade en meter längre.
I augusti 2023 vid VM i Budapest tog Bech-Romantjuk silver i tresteg efter ett hopp på 15,00 meter.